# Königsberger Scheffel
Der Königsberger Scheffel  war ein Volumen- und Getreidemaß in Königsberg (Ostpreußen). 
- 1 Königsberger Scheffel = 4 Viertel = 16 Metzen = 36 Stof = 2592 Pariser Kubikzoll = 51,4 Liter (Weinmaß)

Nach der Abschaffung des Königsberger Scheffels im Jahr 1714 und Einführung der „Berliner Maße“ rechnete man den alten Berliner Scheffel unter dem Begriff Ausmaß und den alten Königsberger Scheffel mit Einmaß. So verdeckt wurde er weiter verwendet. Es entsprachen 
- 1 Last = 24 Tonnen oder in Scheffel: 56 ½ Ausmaß oder 60 Einmaß.
- 1 Einmaß-Scheffel = 38 bis 40 Stof[1]
- 1 Ausmaß-Scheffel = 35 Stof